# Salacia cordata
Salacia cordata är en benvedsväxtart som först beskrevs av John Miers, och fick sitt nu gällande namn av A.M.W. Mennega. Salacia cordata ingår i släktet Salacia och familjen Celastraceae. Inga underarter finns listade.